# Gunnar Bergström (terapeut)
Jan Gunnar Bergström, född 7 mars 1951, är en svensk terapeut och författare med fokus på alkohol- och drogproblem.

## Biografi

### Missbruksvård
Bergström har arbetat i missbruksvården sedan 1974, så småningom som alkohol- och drogterapeut, och har utvecklat behandlingsprogram som används på många behandlingshem och institutioner i Sverige, Norge, Danmark och Finland. Han har under många år varit handledare och metodutvecklare för behandlingsarbete inom kriminalvården och socialvården. Bergström var under 1980-talet föreståndare på Örträskkollektivet som arbetade med hasselapedagogik, något han senare varit starkt kritisk till. Han har också arbetat som enhetschef inom socialtjänsten och introducerade 2002 Multisystemisk terapi (MST) i Sverige.
Bergström har kritiserat förslag om att liberalisera den svenska narkotikapolitiken.

### Politiskt engagemang
Bergström var medlem i maoistiska Sveriges kommunistiska parti (SKP) och ordförande i Vänskapsföreningen Sverige-Kampuchea när han 1978, tillsammans med bland andra Jan Myrdal, besökte Kampuchea där de träffade Pol Pot.  Bergström tog 1979 offentligt avstånd från sitt tidigare stöd för de röda khmererna. Han återvände 2008 till Kambodja för att gottgöra. Bergström har sedan 2014 varit medlem i Vänsterpartiet, där han är kommunalpolitiskt aktiv.